# 丙麻乡
丙麻乡，是中华人民共和国云南省保山市隆阳区下辖的一个乡镇级行政单位。

## 行政区划
丙麻乡下辖以下地区：
丙麻村、新南村、老南村、小寨村、阿贡田村、太和村、回龙村、奎阁村、河西村、秀岭村、稳鱼村、河新村、白玉村、迭水村和上庙村。